# Camey Studio
Camey Studio – polska wytwórnia płytowa, powstała w 1998 roku z inicjatywy producenta muzycznego Macieja "Cameya" Sierakowskiego. W początkowym okresie trudniąca się wydawaniem płyt z muzyką hip-hopową. W latach późniejszych firma rozszerzyła asortyment o nagrania z nurtów dance, house i pop.
Nakładem wytwórni ukazały się nagrania m.in. takich wykonawców jak: Teka, Pih, Borixon, Skazani na Sukcezz, DJ 600V, Lerek, Trzeci Wymiar, East Clubbers, Nowator, Alchemist Project, O$ka, Onar, Fazi, Slums Attack, Ascetoholix, Nagły Atak Spawacza oraz Obóz TA.